# Акль
Акль, акл (араб. عقل) (множ.ч. укул عقول) — важное понятие исламского и, в частности, шиитского богословия и права. Означая дословно «путы, связывающие ноги животного», акл переводится как «разум», «интеллект», «ум». Ассоциация с путами не случайна, ибо в хадисах акл описывается как средство обуздания алчных и порочных порывов низменной души.
Понятию «акл» посвящено немало хадисов, оно фигурирует в фикхе и в исламской богословской мысли. Однако наиважнейшее значение понятие «акл» приобрело в шиитском исламе, где оно рассматривается в качестве одного из источников права согласно джафаритскому мазхабу.

## Акл в Коране и Сунне

### Акл в Коране
В священной книге мусульман часто упоминается оборот «это знамения для тех, которые разумеют» (в дословном переводе «обладают разумом (акл)»). В качестве характерного примера можно привести следующие два аята:
Он дарует мудрость, кому пожелает, и тот кому дарована мудрость, награждён великим благом. Однако поминают назидание только обладающие разумом (2:269)
.
Они говорят ещё: «Если бы мы слушались [увещеваний] или постигали их разумом, то не оказались бы среди обитателей ада» (67:10)
.

### Акл в хадисах
Тема интеллекта и разума (акл) часто поднимается в хадисах пророка Мухаммада и в особенности в преданиях двенадцати шиитских имамов.
Так, известен хадис самого Мухаммада, который гласит:
Составляющая человека — его ум (акл), и у человека, лишённого ума (акл), нет религии (Равдат аль Ваизин, стр. 9).
В знаменитых книгах «Нахдж аль-Балага» и «Гурар аль-хикам» собраны многочисленные изречения Али ибн Абу Талиба, посвящённые достоинствам разума, ума, интеллекта. В частности, имам Али называет акл сильнейшей основой, защитой от предосудительного и повелителем одобряемого, исправителем всякого дела, лестницей на высочайшие небеса, посланником истины, самым достаточным богатством, другом верующего. Кроме того, в таких книгах, как «Тухаф аль-укул», «Аль-Хисал», «Аль-Ихтисас» и «Аль-Кафи», приводятся высказывания имамов Мухаммада аль-Бакира и Джафара ас-Садика с похожим смыслом.
Разуму и интеллекту придаётся такое важное значение, поскольку, согласно исламу, любой акт поклонения Аллаху (а таковым является любое действие, даже не связанное непосредственно со сферой религиозного культа) должен быть осмысленным и сопряжённым с определённым осознанным намерением. В труде «Тухаф аль-укул» приводится совет имама Мусы аль-Казима, данный им Хишаму ибн аль-Хакаму:
О, Хишам, рабам [Аллаха] не было даровано ничего лучше ума (акл). Сон умного человека лучше, чем ночь, проведённая в бдениях невежественным человеком. Каждый пророк, посланный Аллахом, был умным человеком, чей интеллект превосходил труд всех муджтахидов. Какой-либо из обязательных актов [поклонения], совершённый рабом [Аллаха], не считается выполненным, пока он [человек] не осмыслил его [при помощи разума].
В другом наставлении имама Мусы аль-Казима, содержащемся в своде «Аль-Кафи» и адресованном всё тому же Хишаму ибн аль-Хакаму, говорится:
Аллах послал Своих Пророков и Посланников Своим рабам только для того, чтобы они смогли постигнуть Аллаха при помощи разума, и те, кто лучше всего восприняли их зов — это обладатели лучшего вида внутреннего знания, те же, кто лучше всего осведомлены о приказах Аллаха — это те, кто умнее всех, чей же ум наиболее совершенен, будут наделены высочайшим статусом в этом мире и в мире будущем.
В хадисах пророка Мухаммада акл рассматривается не только как средство понимания религии, но и как путь к спасению. В «Маджма аль-байан» приводится следующее предание:
Пророк спросил у группы людей, прославляющих некоего человека: «Насколько умён этот мужчина?» На что они ответили: «О, Посланник Аллаха, мы говорим тебе о его усилиях на пути поклонения и других добрых делах, а ты спрашиваешь нас о его уме?!» Пророк пояснил: «Поистине, глупый человек страдает от своей глупости больше, чем аморальный человек от своей распущенности. Рабы [Аллаха] в грядущей жизни будут возвышены по степеням и обретут большую близость к своему Творцу по мере их интеллектуальных способностей.
В хадисе от имама Мухаммада аль-Бакира акл назван лучшим из того, что сотворил Аллах. Это предание приводится в главном шиитском своде хадисов «Аль-Кафи».
С точки зрения шиитов, акл является настолько важной частью исламского вероучения, что шиитские имамы даже характеризовали его как «внутренний довод» (аль-худжжа аль-батиниййа) наряду с внешним доводом (аль-худжжа аз-захириййа) — Откровением.
Об этом свидетельствует другой хадис из «Аль-Кафи», переданный от имама Мусы аль-Казима:
Поистине, у Аллаха есть два авторитетных довода для людей: явный довод и внутренний довод. Явный довод представлен в лице Пророков, Посланников и Имамов (мир им), скрытый же довод — интеллектуальные способности (укул).
Немало хадисов посвящено и сущности интеллекта. В одном из изречений пророка Мухаммада понятие «акл» сопрягается с субстанцией света:
Акл — это свет, который Аллах сотворил для человечества и которому Он повелел освещать сердце, чтобы оно могло при помощи него различать открыто манифестированные вещи и вещи невидимые.
В шиизме интеллект рассматривается как совокупность знания и опыта, и увязывается с действием. В связи с этим можно процитировать высказывания имама Али ибн Абу Талиба из книги «Гурар аль-хикам», объясняющего смысл понятия «акл» следующим образом:
...это значит говорить только то, что ты знаешь, и действовать согласно тому, что ты говоришь.
Имам Али ибн Аби Талиб уделял значительное внимание роли опыта в совершенствовании ума. В «Нахдж аль-балага» есть изречение, определяющее через призму опыта, что такое акл:
...это значит хранить свой опыт, а лучший опыт — тот, что преподнёс тебе урок.
Другое его высказывание, содержащееся в книге «Маталиб ас-саул», гласит:
Есть два вида ума (акл): природный ум и ум, [приобретённый благодаря] опыту, и оба приносят пользу.
Множество хадисов посвящено и такой теме, как признаки ума и глупости. В этих хадисах также перечисляются факторы, способствующие совершенствованию ума или оглуплению человека.
В частности, согласно хадисам, умный человек по-доброму обращается с другими людьми, каждую вещь помещает на причитающееся ей место (в широком смысле слова, разумеется), хранит тайны, не совершает дважды одну и ту же ошибку, осведомлён об особенностях места и времени и принимает их во внимание, внимателен, следит за своим языком, не доверяет тому, с чьей стороны опасается предательства, не обещает того, чего не сможет выполнить, не стремится к недостижимой цели, не гонится за сиюминутными выгодами этого мира, немногословен и говорит лишь о том, что несёт в себе пользу и мудрость, не является рабом сиюминутных капризов. Хадисы учат, что совершенствованию ума способствуют вдумчивое и скрупулёзное изучение окружающего мира и смирение перед Аллахом.
Согласно изречениям имама Али ибн Абу Талиба, зафиксированным в книгах «Гурар аль-хикам» и «Нахдж аль-балага», об уме человека говорит его речь и его оговорки, импульсивные высказывания без предварительного обдумывания. Кроме того, об уме свидетельствует терпение в трудных ситуациях, способность контролировать свои плотские желания и направлять их в сферу дозволенного (халяль), умение справляться с низменными проявлениями собственной натуры, подавлять в себе трусость, гнев, алчность, зависть и другие пороки, связанные с низшей душой (нафс).
В свою очередь, господство этих необузданных пороков над человеком имам Али называет причиной ослабления ума. Он также относит к признакам глупости стремление к чрезмерности. По имаму Али, снижению интеллекта человека также способствует компания глупцов и отказ от общения с интеллектуально развитыми людьми, шутки, гордыня. Он отмечает следующие признаки глупости: болтливость, плохие ораторские способности, дружба с дураками, чрезмерные запросы в жизни.
Наконец, имам Али также говорит и о плодах ума, как то: усердие на пути Аллаха, чуткость в отношении истины, презрение к мирским благам и подавление собственных прихотей, великодушие и скромность.

## Акл в фикхе
Акл рассматривается в качестве одного из четырёх основополагающих источников права в джафаритском мазхабе. Чтобы охарактеризовать этот источник, отметим три главных пункта:
1. Под использованием акля подразумевается дедуктивный вывод норм Шариата из сакральных источников ислама — Корана и Сунны. В отличие от суннитских факихов, джафариты не признают кияс (сравнение по аналогии) в качестве адекватного и приемлемого источника исламского права. Это неприятие основывается на запрете кияса шиитскими имамами; в частности, известен диалог между основателем ханафитского мазхаба Абу Ханифой, который ввёл в обиход кияс, и его учителем имамом Джафаром ас-Садиком, осуждавшим это нововведение и объяснявшим его неадекватность, поскольку многие данные в источниках нормы исламского закона противоречат принципам кияса.

В основе этих разногласий лежало принципиально разное понимание исламской акиды. Абу Ханифа, а вслед за ним и основатели других суннитских мазхабов, исходили из того, что источники Шариата не полны и в них нет ответов на многие вопросы — а потому необходимо использовать кийас (суждение по аналогии). Имамы Ахл аль-Байт исходили из того, что в Коране и Сунне заложены предпосылки для ответа на любые правовые вопросы в любые времена. А потому шиитские учёные всегда отвергали иджтихад в понимании суннитских факихов, трактуемый как личное мнение в случае отсутствия шариатской нормы в Коране и Сунне. Но усулиты используют иджтихад, понимаемый как дедуктивный вывод ответов на нвоые правовые вызовы и вопросы из источников, в которых озвучены все базовые принципы, позволяющие осуществлять такой вывод. Теме дедуктивного вывода исламских при помощи рациональных (акли) технологий посвящена работа аятоллы Мухаммада Бакира ас-Садра «История илм аль-усул».
1. Под аклем как источником права в джафаритском мазхабе подразумевается использование рациональных методик в процессе дедуктивного вывода исламских предписаний из Корана и Сунны.

Мухаммад Бакир ас-Садр обозначал совокупность этих методов при помощи термина «аль-идрак аль-акли». Под этим он подразумевал интеллектуальное постижение предмета на основе:
- эмпирического опыта и эксперимента;
- самоочевидных истин;
- теоретического размышления.[7]

В своём труде «История илм аль-усул» Мухаммад Бакир ас-Садр перечислил некоторые рациональные (акли) источники, используемые в джафаритском мазхабе, а именно:
- исламская схоластическая теология (калам);
- философия;
- исследование исторического контекста произнесения тех или иных слов, зафиксированных в хадисах (а значение этих слов в разные эпохи было не одинаковым) и сопряжённое с ним чёткое определение всех понятий, используемых в хадисах и фикхе;
- интеллектуальная реконструкция логики того или иного предписания, потребность в которой росла с течением времени, в ходе которого многие хадисы были утеряны;
- элементы оригинального мышления того или иного муджтахида.

1. 3. Принятие во внимание обстоятельств места и времени.

В хадисе имама Джафара ас-Садика из свода «Аль-Кафи» говорится:
Умный (акил) человек должен быть хорошо осведомлён о временах, в которые он живёт...
Применительно к фикху это означает, что муджтахид, выносящий фетву, должен принимать во внимание особенности места и времени, осмысливая их в интеллектуальном ключе. У этого измерения акля как источника фикха есть два аспекта:
- При том, что само предписание по своей сути меняться не может, реалии места и времени могут накладывать отпечаток на конкретное его наполнение в зависимости от контекста. К примеру, Коран и Сунна повелевает женщинам носить хиджаб — одежду, закрывающую всё тело, кроме лица и кистей рук. Однако стилистика и цветовая гамма хиджаба может разниться в зависимости от региона, народных традиций, менталитета, понимания скромности в одежде.

- Некоторые повеления и запреты имели определённое смысловое наполнение в эпоху шиитских имамов, однако, принимая во внимание реалии разных эпох, шиитские муджтахиды могут, не посягая на само предписание, переосмыслить его конкретное наполнение. В качестве примера можно привести фетвы о музыке и шахматах.

Несмотря на негативное отношение к шахматам и музыкальным инструментам, выраженное в хадисах, ряд мудхтахидов (имам Хомейни, аятолла Али Хаменеи, аятолла Макарем Ширази, аятолла Али Систани) постановили, что музыка делится на дозволенную и запретную, которая используется на непристойных вечеринках. Эти муджтахиды связывают негативное отношение к музыкальным инструментам с тем, что в эпоху пророка Мухаммада и двенадцати имамов они использовались на вечеринках, несовместимых с духом ислама. Однако, как отмечают эти муджтахиды, сегодня исторические реалии изменились, и часто музыкальные инструменты используются и для других, не развлекательных целей.
Так же дело обстоит и с шахматами: если в ту эпоху они считались азартной игрой, то в наше время их относят к виду спорта. В связи с этим кумские муджтахиды объявили их разрешёнными, хотя аятолла Систани продолжает считать их недозволенными.
Всё указанное не расценивается в джафаритском мазхабе как посягательство на сами нормы Шариата, ибо в Коране запрещаются азартные игры и ляхв аль-хадис (пустословие, находящее выражение в песнях и музыке), в хадисах же зачастую указывается конкретика, связанная с реалиями времени и меняющаяся от эпохи к эпохе.
Именно с интеллектуальным (акли) анализом реалий места и времени и связан институт марджийата в шиитском исламе: муджтахиды каждой эпохи должны по-новому формулировать неизменные предписания Шариата, интерпретируя их в духе конкретного места и времени.

## Акл в философии
Исламские философы не могли обойти тему акля своим вниманием, поскольку это понятие, как мы и отмечали, является краеугольным камнем аятов Корана и хадисов, особенно шиитских. Алишер Навои упоминает о понятии Ақли Кулл, которое переводится как «перворазум» или «универсальный разум», понимая под ним предел или энтелехию разума как такового.
Однако мусульманские философы расходятся во мнениях относительно того, насколько акл следует отождествлять с европейским пониманием рациональности. В частности, они выделяют два вида акля — акл истидлали (практический разум, эталон европейской рациональности начиная с Нового времени) и акл нури (не связанный с практической выгодой этого мира, сопряжённый со светом Откровения, озарением, ведущим к постижению мира сокрытого и познанию Аллаха).